# 榊田隆之
榊田 隆之（さかきだ たかゆき、1960年 - ）は、日本の実業家。京都府京都市出身。京都信用金庫代表理事理事長。一般社団法人京都経済同友会代表幹事。

## 人物・経歴
京都府京都市出身。15歳から4年間米国東海岸コネチカット州の全寮制高校に留学。1984年上智大学外国語学部卒業後、日本輸出入銀行（現・国際協力銀行）に入行。1985年京都信用金庫に入庫し、同年理事に就任。1996年常務理事、2006年専務理事、2018年代表理事理事長に就任。一般社団法人京都経済同友会副代表幹事を経て、2023年より同代表幹事を務める。
祖父は京都信用金庫の前身、京都繁栄信用組合の組合長を務めた榊田喜三。父は京都信用金庫の理事長を務めた榊田喜四夫。